# المرسإب (السدة)

تعديل مصدري - تعديل

المرساب محلة تابعة لقرية ذي تمار، التابعة لعزلة بني الحارث بمديرية السدة إحدى مديريات محافظة إب في الجمهورية اليمنية.، بلغ تعداد سكانها 114 حسب تعداد اليمن لعام 2004.